# Sakai Takamasa
Takamasa Sakai (sinh ngày 18 tháng 5 năm 1988) là một cầu thủ bóng đá người Nhật Bản.

## Sự nghiệp câu lạc bộ
Takamasa Sakai đã từng chơi cho Kataller Toyama.